# Protium copal
Protium copal, comúnmente conocido como árbol de copal, es una especie de árbol endémica de México y Centroamérica. Se encuentra en bosques tropicales húmedos, prefiriendo sombra intensa. Crece hasta 30 metros (98 pies) de altura y tiene hojas largas y coriáceas. Los frutos son pequeños (2-3 cm) y lisos, con un solo hueso.
La savia seca del árbol se conoce como copal. Se usa comúnmente como incienso, similar al olíbano.